# Classe Midway

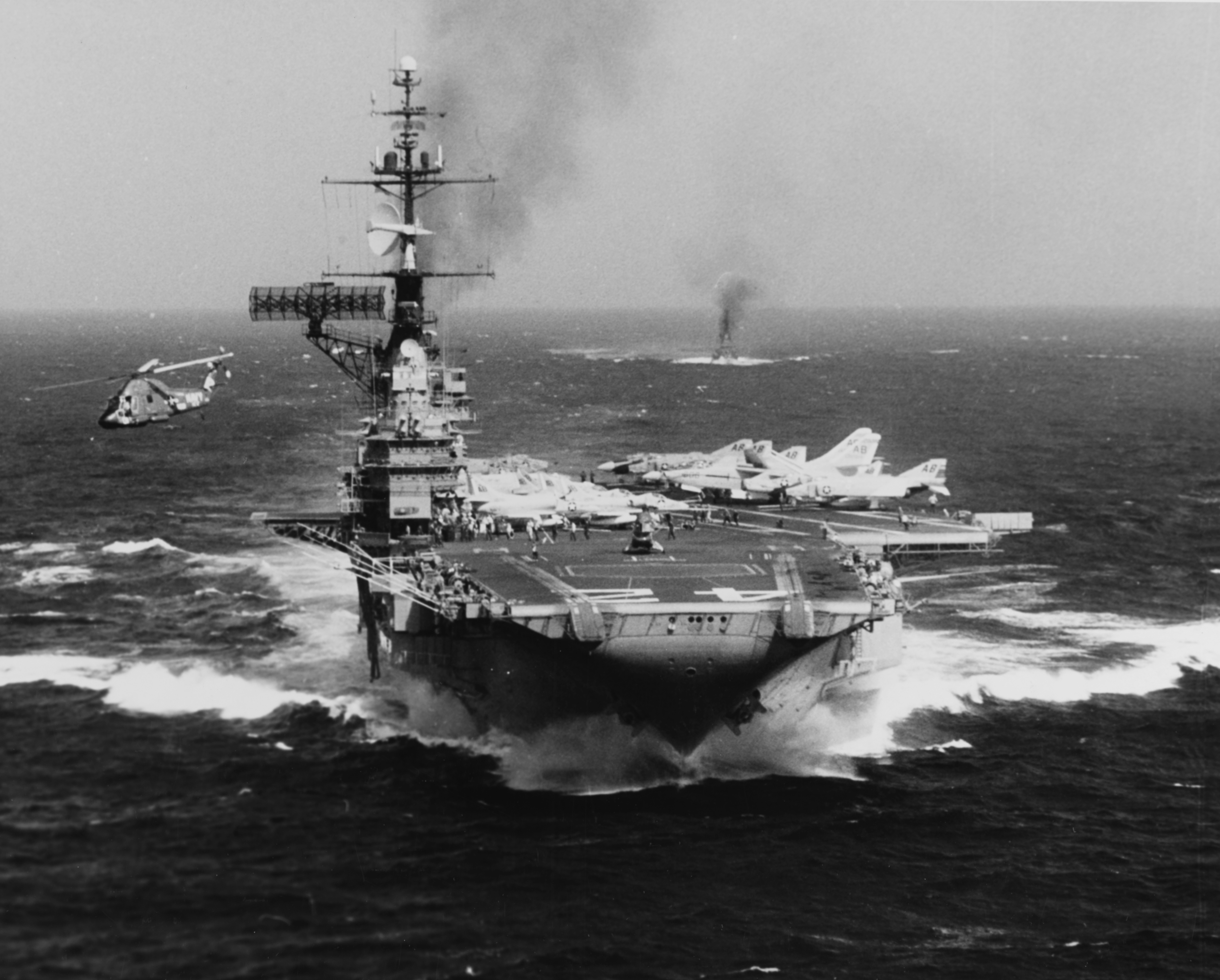
USS Franklin D. Roosevelt (CV-42)
1966

Classe Midway identifica uma classe de porta-aviões da Marinha dos Estados Unidos.

## Porta-aviões
Segue a lista dos porta-aviões da classe.
| Nº na amurada | Nome                  | Construtor                                        | Batimento de quilha   | Lançamento          | Fatalidade                         |
| ------------- | --------------------- | ------------------------------------------------- | --------------------- | ------------------- | ---------------------------------- |
| CV-41         | Midway                | Newport News Shipbuilding, Newport News, Virgínia | 27 de outubro de 1943 | 20 de março de 1945 | Transformado em museu em San Diego |
| CV-42         | Franklin D. Roosevelt | New York Naval Shipyard, Cidade de Nova Iorque    | 1 de dezembro de 1943 | 29 de abril de 1945 | Desmanchado em 1978                |
| CV-43         | Coral Sea             | Newport News Shipbuilding, Newport News, Virgínia | 10 de julho de 1944   | 2 de abril de 1946  | Desmanchado em 2000                |